# 世界護照

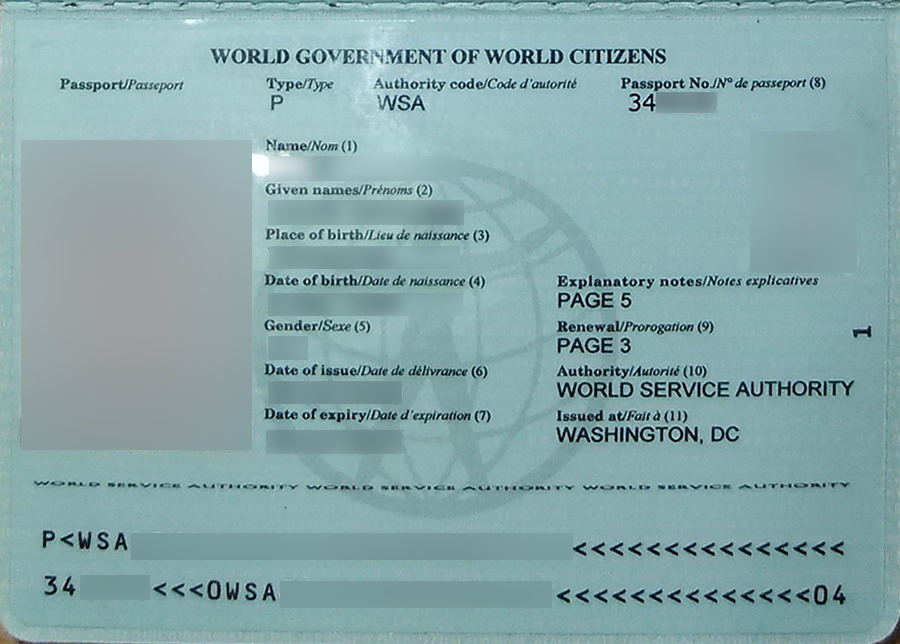
世界護照的個人資料頁

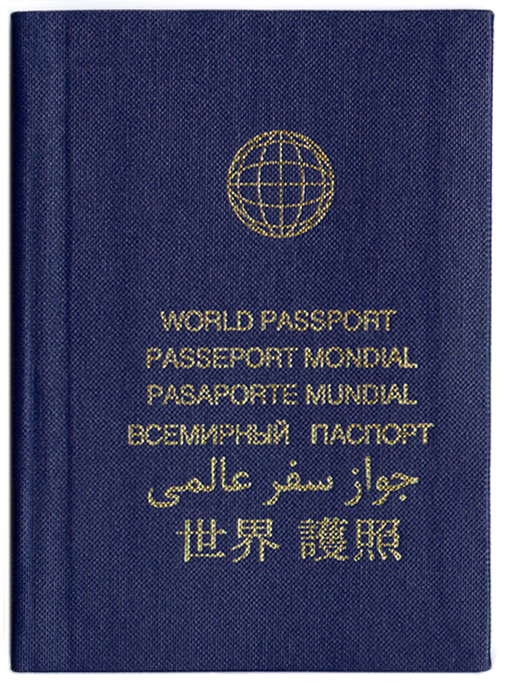
舊版世界護照

世界護照（World Passport）是由世界服務機構（World Service Authority, WSA），一個由蓋瑞‧戴維斯於1948年成立的非營利機構，援引世界人權宣言第十三條第二款發行的證件。其被國際民航組織及歐洲聯盟理事會名列為「假想文件」。
世界護照已被報告曾「事實上」逐案被150多個國家所接受（例如蓋上簽證或入出境驗訖章）。同時，布基纳法索，厄瓜多尔，坦桑尼亚，多哥和赞比亚曾經在法律上明確地正式承認世界護照。然而，布基纳法索在1992年撤回了對世界護照的認可，尚比亞亦被報告撤回了認可。加拿大、新西兰、瑞士及美国的移民部門亦聲明他們不認可該等證件，由於它並非由充分的政府機構發出，因此不符合護照的規定。中华人民共和国政府不承认世界护照，但有位世界护照的持有者曾于1999年8月取得过中华人民共和国外交部驻港特派员公署签发的中国旅游签证。
發出於2007年1月的最新版世界護照，是具有供電腦輸入之字符編碼條的可機讀證件（MRD），帶有雙重影像防偽照片，列印並封有塑膠膜。

## 參照
- 偽飾護照

## 外部連結
- 世界護照是甚麼？ （页面存档备份，存于） Daniel Engber在Slate.com的文章 (2006年3月24日，英文)
- 世界護照 （页面存档备份，存于）在世界服務機構網站